# Уступ Тосканеллі
Усту́п Тоскане́ллі (лат. Rupes Toscanelli) — тектонічний уступ на поверхні Місяця довжиною близько 70 км.
Селенографічні координати 27°24′ пн. ш. 47°30′ зх. д. / 27.4° пн. ш. 47.5° зх. д.. Знаходиться поблизу кратера Аристарх B.
Назва уступу походить від розташованого неподалік кратера Тосканеллі, який у свою чергу був названий на честь флорентійського науковця в галузях астрономії, медицини, географії та математики Паоло Тосканеллі (1397—1482).

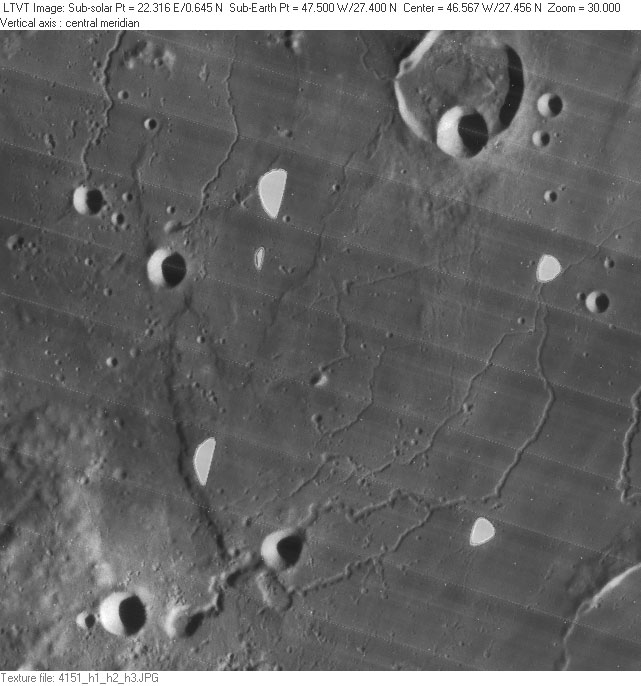
Світлина уступу Тосканеллі, зроблена під час місії Lunar Orbiter 4